# Fracture du péroné

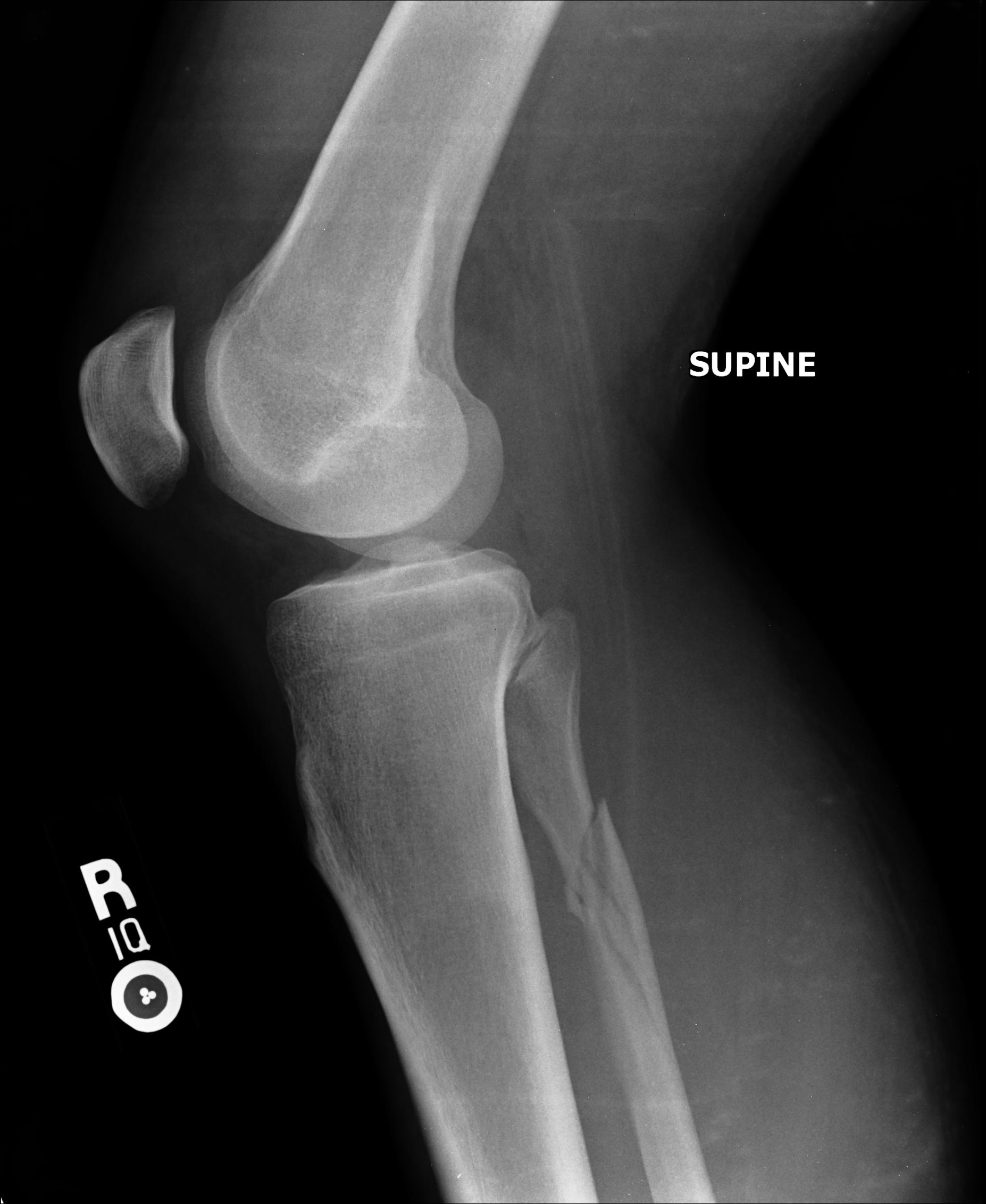
Radiographie d'une fracture du péroné (précisément, une fracture de Maisonneuve).

La fracture du péroné est une fracture de la fibula (péroné étant le nom de l'ancienne classification).

## Traitement
Le traitement de la fracture du péroné peut se faire :
- par un plâtre jusqu'au genou et immobilisant l'os ;
- attelle plâtrée.

## Sources